# Hirooki Gotō
Pour les articles homonymes, voir Goto.
Hirooki Gotō (後藤洋央紀, Gotō Hirooki, né le 25 juin 1979 à Kuwana dans la Mie) est un catcheur japonais. Il travaille surtout pour la New Japan Pro Wrestling. Il est l'actuel champion du monde poids lourds IWGP.

## Carrière

### Débuts
Gotō est allé à la Kokushikan University, où il fait de la lutte moderne et de la lutte gréco-romaine. Après ses années à l'université, il ne rêve que d'une chose, faire carrière dans le monde du catch, Gotō est alors qualifié pour entrer dans la New Japan Pro Wrestling.

### New Japan Pro Wrestling
Mais dès son entrée à la New Japan Pro Wrestling, il se blesse. En novembre 2002, il se représente à la NJPW in et s'entraîne dans le dojo de la New Japan Pro Wrestling. Sa carrière débute le 6 juillet 2003 à Gifu, en rencontrant Ryusuke Taguchi. Les deux hommes évoluent dans la junior heavyweight division, et font équipe pour remporter le titre vacant de la IWGP Junior Heavyweight Tag Team dans un tournoi, arrivé en finale, ils perdent face à Gedo et Jado.
Plus tard en 2005, il remporte la NJPW Young Lion Cup, en battant Hiroyuki Itō en finale du tournoi. Après être passé dans le coin des méchants, il rejoint l'écurie de Jushin Liger "Control Terrorism Unit" ("C.T.U."), Gotō prenant le nom de "Masked CTU-H". Il remporte son premier championnat le 15 mai 2005, en faisant équipe avec Minoru pour battre Koji Kanemoto et Wataru Inoue au Tokyo Dome pour le titre IWGP Junior Heavyweight Tag Team. Ce duo retient le titre pendant 9 mois, mais après un match face à El Samurai et Ryusuke Taguchi le 19 février 2006 à Tokyo, ils perdent leur ceinture.

### Total Nonstop Action Wrestling
En 2006, Gotō rejoint la Total Nonstop Action Wrestling dans la Team Japan (formée par les membres de la CTU Gotō, Jushin Liger, Black Tiger et Minoru), l'une des quatre membres de l'équipe participe au tournoi TNA 2006 World X Cup. Il débute le 23 avril 2006 à Lockdown, où il fait équipe avec Black Tiger IV et Minoru contre la Team USA (Sonjay Dutt, Jay Lethal et Alex Shelley. Team Japan bat les États-Unis quand Black Tiger fait le tombé sur Lethal. Le 27 avril 2006 episode of TNA Impact!, Gotō et Minoru perdent face à Dutt et Shelley, donnant le premier round et 2 points de victoire à la Team USA. Le 14 mai, 2006 à Sacrifice, Gotō et les autres membres accompagnent Liger sur les côtés du ring, l'aidant à battre la Team Canada dont le capitaine est Petey Williams. Plus tard dans la soirée, les autres membres de la Team Japan prennent part dans un gauntlet match qui est remporté par le capitaine de la Team Canada Petey Williams. En 2006, World X Cup est remporté par la Team USA (avec 5 points), la team japan est dernière avec 3 points.

### Mexique
Le 1er août 2006, Gotō part pour Mexico après avoir perdu un farewell match au CTU 2nd Anniversary Show. Il catche pour la Consejo Mundial de Lucha Libre et pour l'Último Dragón Toryumon à Mexico. Durant ce voyage, il forme une équipe avec Hajime Ohara et Shigeo Okumura à la CMLL.

### New Japan Pro Wrestling

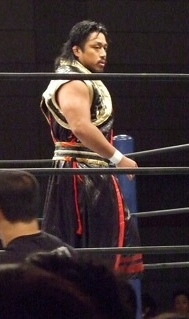
Gotō en Juin 2011

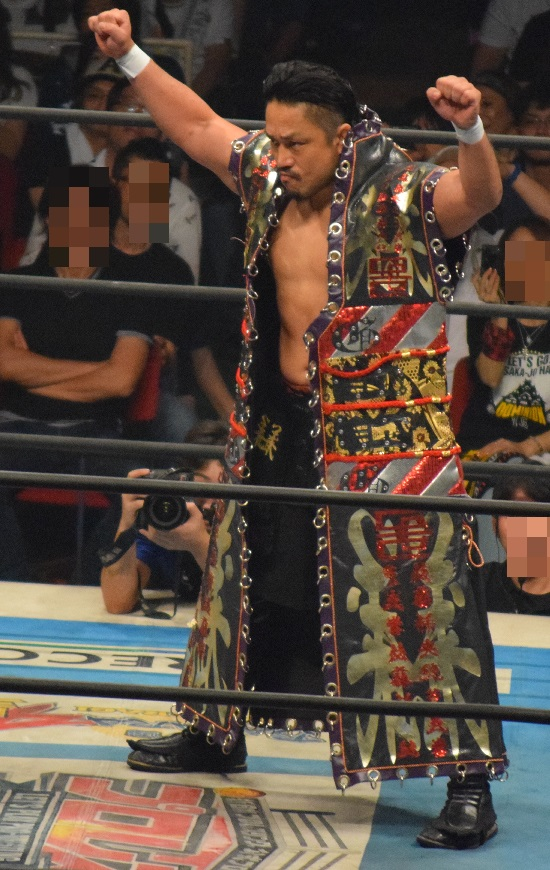
Gotō en juillet 2015

En août 2007, Gotō retourne à la New Japan après être resté 1 ans au Mexique. Gotō passe alors de la Jr. heavyweight à la division Heavyweight. Gotō rejoint l'écurie "R.I.S.E" avec Shinsuke Nakamura, Travis Tomko, Giant Bernard et d'anciens membresde la CTU comme Minoru, Milano Collection AT, et Prince Devitt. Le 11 novembre, il se retrouve face à Tanahashi pour la ceinture IWGP Heavyweight Champion, après un long et rude match, Tanahashi remporte la victoire avec un Texas Cloverleaf.
Le 4 janvier 2008, Gotō rencontre le grand The Great Muta au New Japan's annual au Tokyo Dome Show. Gotō progresse et remporte le G1 Climax en août. Gotō remporte 8 points dans la poule B. Lors de Wrestle Kingdom IV, il perd contre Takashi Sugiura et ne remporte pas le GHC Heavyweight Championship.
Lors de Wrestle Kingdom V, lui et Kazuchika Okada perdent contre Takashi Sugiura et Yoshihiro Takayama. Lors de Dominion, il perd contre Hiroshi Tanahashi et ne remporte pas le IWGP Heavyweight Championship. Avec Prince Devitt et Ryusuke Taguchi, il a remporté les éditions 2010 et 2011 du J-Sports Crown 6-Men Openweight Tag Team Tournament. Le 3 juillet, lui et Hiroshi Tanahashi perdent contre Bad Intentions (Giant Bernard et Karl Anderson) et ne remportent pas les IWGP Tag Team Championship. Lors de Destruction 11, lui et Tama Tonga battent Shinsuke Nakamura et Último Guerrero.
Lors de The New Beginning 2012, il bat Masato Tanaka et remporte le IWGP Intercontinental Championship. Le 11 mars, il conserve son titre contre Yujiro Takahashi. Lors de Wrestling Dontaku, il perd contre Kazuchika Okada et ne remporte pas le IWGP Heavyweight Championship. Lors de 40th Anniversary Tour Kizuna Road Nuit 10, il perd son titre contre Shinsuke Nakamura. Il participe ensuite au tournoi World Tag League 2012 avec Karl Anderson et terminent à la première position de leur groupe avec quatre victoires et deux défaites et accèdent à la demi-finale du tournoi,,. Le 2 décembre, ils battent TenKoji (Hiroyoshi Tenzan et Satoshi Kojima) et accèdent à la finale où ils battent Killer Elite Squad (Davey Boy Smith, Jr. et Lance Archer) pour remporter le tournoi. Lors de Wrestle Kingdom 7, ils perdent contre Killer Elite Squad et ne remportent pas les IWGP Tag Team Championship,. Lors du premier tour de la New Japan Cup 2013, il bat Tama Tonga. Lors du second tour, il bat Tomohiro Ishii. Lors des demi-finales, il bat Davey Boy Smith, Jr.. Le même soir, il perd contre Kazuchika Okada en finale et ne remporte pas le tournoi. Lors de Invasion Attack, Yuji Nagata et lui battent Laughter7 (Katsuyori Shibata et Kazushi Sakuraba) par décision arbitrale. Lors de Wrestling Dontaku 2013, son match contre Katsuyori Shibata se finit par un double KO. Lors de Dominion 6.22, il perd contre Katsuyori Shibata. Un troisième match entre les deux, le 20 juillet se finit par un double KO. Il participe fin juillet au tournoi G1 Climax. Le 8 août, cependant, il a été révélé qu'il avait subi une fracture de la mâchoire et a été retiré du tournoi.Lors de Wrestle Kingdom 8, il bat Katsuyori Shibata dans son match retour.
Lors de Power Struggle 2014, il perd contre Tomohiro Ishii et ne remporte pas le NEVER Openweight Championship. Il participe ensuite au World Tag League 2014 avec Katsuyori Shibata, où ils remportent quatre de leur matchs et terminent premiers de leur bloc et se qualifient pour la finale. Le 7 décembre, ils battent Bullet Club (Doc Gallows et Karl Anderson) en finale et remportent le tournoi. Lors de Wrestle Kingdom 9, ils battent Bullet Club (Doc Gallows et Karl Anderson) et remportent les IWGP Tag Team Championship,. Lors de The New Beginning in Osaka, ils perdent les titres contre Bullet Club (Doc Gallows et Karl Anderson),.
Lors de Wrestling Dontaku 2015, il bat Shinsuke Nakamura et remporte le IWGP Intercontinental Championship pour la deuxième fois. Lors de Dominion 7.5 in Osaka-jō Hall, il conserve son titre contre Shinsuke Nakamura.Il intègre durant fin juillet le tournoi G1 Climax, où il remporte six de ses matchs. Lors de Destruction in Kobe 2015, il perd son titre contre Shinsuke Nakamura.

### Chaos (2016-...)

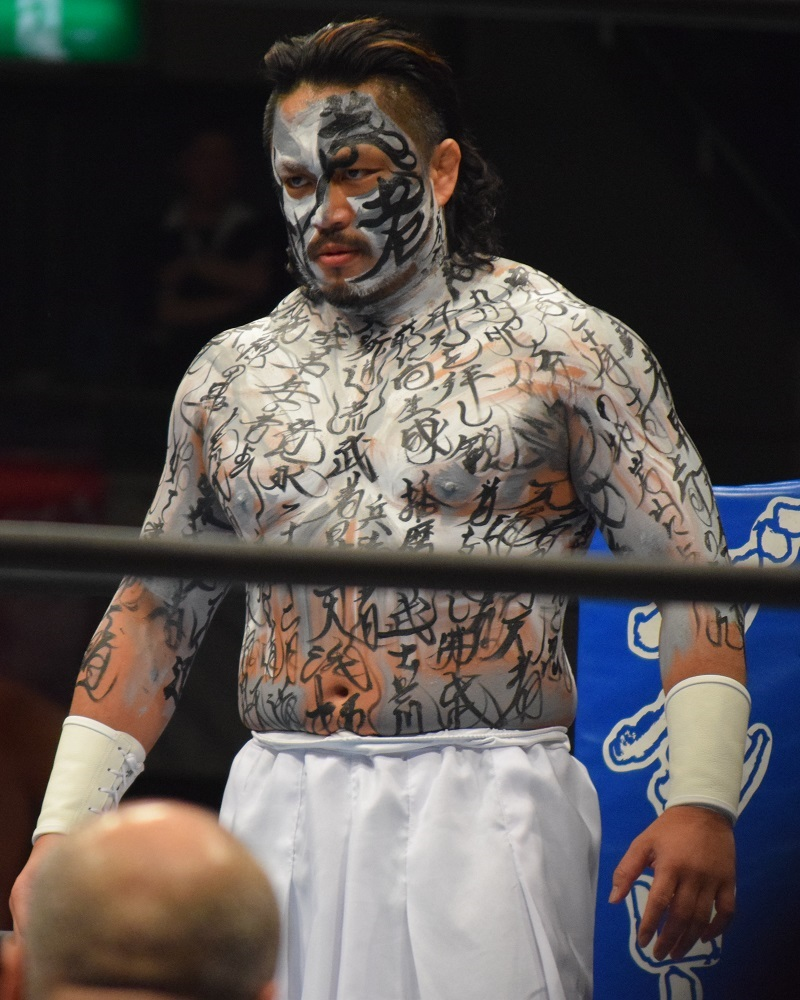
Gotō en février 2016

Après avoir battu Tetsuya Naitō à Wrestle Kingdom 10, il reçoit son Huitième match pour le IWGP Heavyweight Championship, mais lors de The New Beginning in Osaka, il perd contre Kazuchika Okada et ne remporte pas le titre. il est entré dans le match avec une nouvelle tenue, une peinture blanche sur son corps couvert avec des tatouages. Après le match, Okada lui offre une place dans le groupe Chaos.Au cours des prochaines semaines, Okada a essayé de serrer la main de Gotō et l'amener à se joindre a Chaos à plusieurs reprises, mais a été rejetée à chaque fois. Il perd en finale de la New Japan Cup 2016 contre Tetsuya Naitō. Après le dernier match, il accepte finalement de serrer la main d'Okada, après qu'il l'ait sauvé d'une agression post-match de Naito et du groupe de ce dernier "Los Ingobernables de Japón", et rejoint le clan Chaos,. Lors de Wrestling Dontaku 2016, il perd contre Evil. Il intègre durant fin juillet le tournoi G1 Climax 2016, où il remporte six de ses matchs, termine premier de son groupe et se qualifie pour la finale du tournoi. Le 14 août, il perd en finale contre Kenny Omega. Lors de Power Struggle 2016, lui, Gedo, Kazuchika Okada et Will Ospreay perdent contre Bullet Club (Adam Cole, Kenny Omega et The Young Bucks).
Lors de Wrestle Kingdom 11, il bat Katsuyori Shibata et remporte le NEVER Openweight Championship. Lors de The New Beginning in Sapporo, il conserve son titre contre Juice Robinson. Lors de Honor Rising: Japan 2017 - Tag 2, il conserve son titre contre Punisher Martinez. Lors de Sakura Genesis 2017, il conserve son titre contre Zack Sabre, Jr.. Le 27 avril, il perd son titre contre Minoru Suzuki.
Lors de Wrestle Kingdom 11, il bat Minoru Suzuki dans un Hair vs. Hair Match et remporte le NEVER Openweight Championship pour la deuxième fois et force Suzuki à se raser la téte. Le 6 février, lui et Kazuchika Okada perdent contre Los Ingobernables de Japón (Evil et Sanada) et ne remportent pas les IWGP Tag Team Championship. Lors de The New Beginning in Osaka, il conserve son titre contre Evil.
Le 17 juin, il bat Michael Elgin et remporte le NEVER Openweight Championship pour la troisième fois. Lors de G1 Special In San Francisco, il conserve son titre contre Jeff Cobb.
Lors de Power Struggle 2018, il bat Taichi et remporte le NEVER Openweight Championship pour la quatrième fois. Le 9 décembre, il perd le titre contre Kōta Ibushi.
Lors de Wrestle Kingdom 14 - Tag 2, il bat KENTA et remporte le NEVER Openweight Championship pour la cinquième fois. Lors de The New Beginning In Sapporo 2020 - Tag 1, il perd le titre contre Shingo Takagi.
Il participe ensuite avec Tomohiro Ishii et Yoshi-Hashi à un tournoi pour couronner les nouveaux NEVER Openweight 6-Man Tag Team Champions qu'ils remportent le 9 août en battant leur coéquipier de Chaos (Kazuchika Okada, Sho et Toru Yano),. Le 11 septembre, ils conservent leur titres en battant une nouvelle fois Chaos (Kazuchika Okada, Sho et Toru Yano). Le 23 octobre, ils conservent leur titres contre Suzuki-gun (DOUKI, Taichi et Zack Sabre, Jr.),. Lors de Power Struggle 2021, ils perdent leur titres contre House Of Torture (Evil, Yujiro Takahashi et Sho) après 454 jours de règne.
Il participe ensuite au World Tag League 2021 avec Yoshi-Hashi qu'ils remportent en battant en finale House Of Torture (Evil et Yujiro Takahashi). Lors de Wrestle Kingdom 16 - Tag 1, ils battent Dangerous Tekkers (Taichi et Zack Sabre, Jr.) et remportent les IWGP Tag Team Championship. Lors de Hyper Battle 2022, ils perdent les titres contre The United Empire (Great O-Khan et Jeff Cobb),.
Le 5 juillet, lui, Yoshi-Hashi et Yoh battent House Of Torture (Evil, Yujiro Takahashi et Sho) et remportent les NEVER Openweight 6-Man Tag Team Championship.
Lors de Dominion 6.4 In Osaka-Jo Hall, ils battent House Of Torture (Evil et Yujiro Takahashi) et The United Empire (Aaron Henare et Great O-Khan) dans un Three Way Tornado Match et remportent les IWGP Tag Team Championship pour la troisiéme fois ainsi que les Strong Openweight Tag Team Championship. Lors de STRONG Independence Day - Tag 1, ils perdent les Strong Openweight Tag Team Championship contre Bullet Club War Dogs (Alex Coughlin et Gabe Kidd). Le lendemain, ils conservent les IWGP Tag Team Championship contre Bullet Club War Dogs (Alex Coughlin et Gabe Kidd). Lors de Destruction In Kobe 2023, ils conservent leur titres contre TMDK (Mikey Nicholls et Shane Haste).

## Palmarès
- New Japan Pro Wrestling

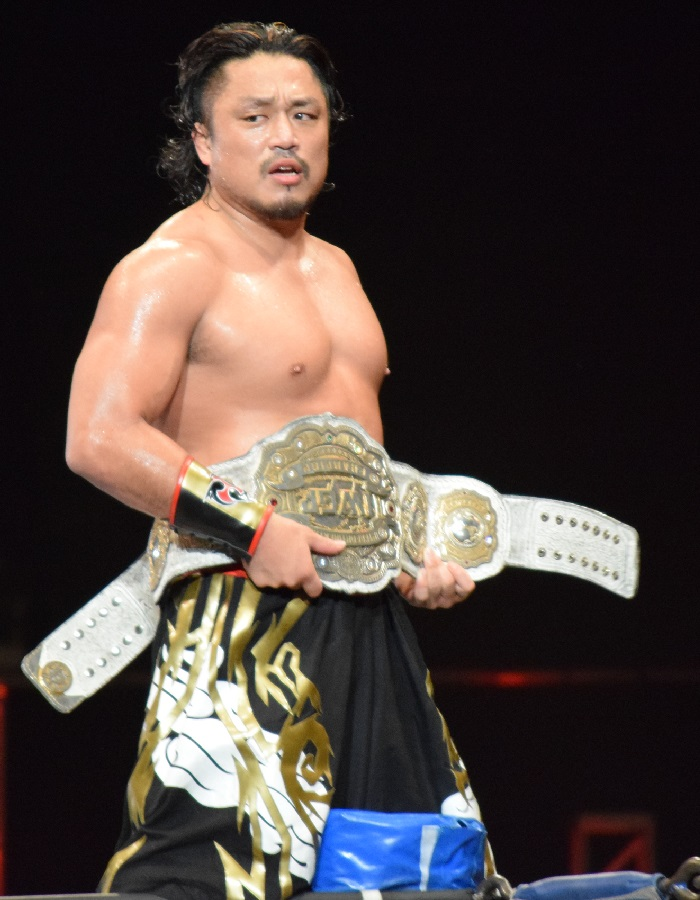
Gotō en août 2015, au cours de son second règne comme champion Intercontinental IWGP

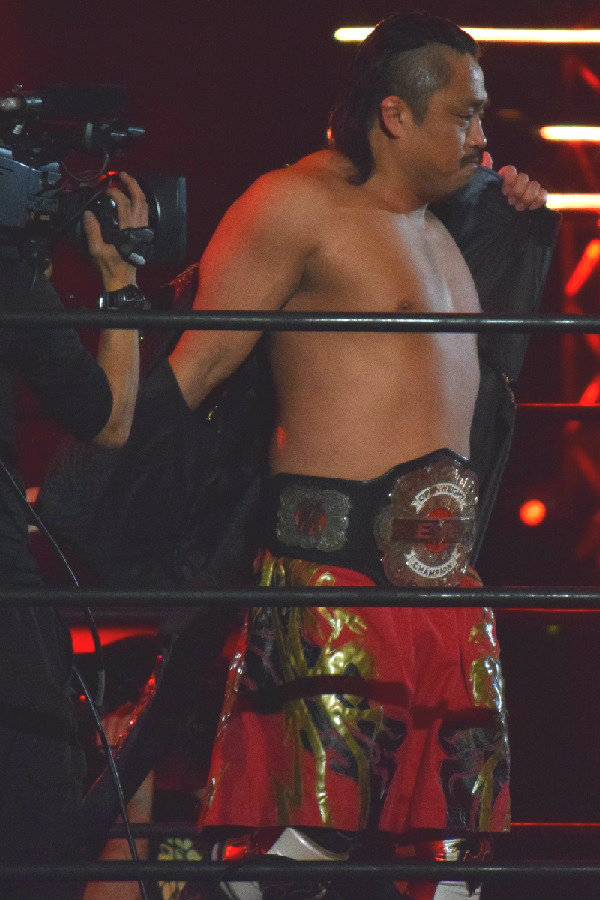
Gotō en Février 2017, durant son premier règne en tant que NEVER Openweight Champion

  - 1 fois IWGP World Heavyweight Championship
  - 2 fois IWGP Intercontinental Championship
  - 1 fois IWGP Junior Heavyweight Tag Team Championship avec Minoru
  - 4 fois IWGP Tag Team Championship avec Katsuyori Shibata (1) et Yoshi-Hashi (3)
  - 1 fois Strong Openweight Tag Team Championship avec Yoshi-Hashi
  - 2 fois NEVER Openweight 6-Man Tag Team Championship avec Tomohiro Ishii et Yoshi-Hashi (1) et Yoh et Yoshi-Hashi (1)
  - 5 fois NEVER Openweight Championship
  - World Tag League (2012) avec Karl Anderson[13]
  - World Tag League (2014) avec Katsuyori Shibata
  - World Tag League (2021, 2022, 2023) avec Yoshi-Hashi
  - G1 Climax (2008)
  - New Japan Cup (2009, 2010, 2012)
  - Young Lion Cup (2005)

- Toryumon Mexico
  - 1 fois NWA International Junior Heavyweight Championship

## Récompenses des magazines
- Pro Wrestling Illustrated

| Année | 2006 | 2007 à 2008 | 2009 | 2010 | 2011 | 2012 | 2013 | 2014 | 2015 | 2016 | 2017 | 2018 | 2019 | 2020 | 2021 | 2022 | 2023 | 2024 |
| ----- | ---- | ----------- | ---- | ---- | ---- | ---- | ---- | ---- | ---- | ---- | ---- | ---- | ---- | ---- | ---- | ---- | ---- | ---- |
| Rang  | 243  | Non classé  | 82   | 35   | 127  | 128  | 178  | 252  | 76   | 47   | 63   | 68   | 50   | 107  | 194  | 210  | 363  | 125  |

- Wrestling Observer Newsletter

| # | Résultat | Adversaire  | Évènement                   | Date            | Durée | Lieu                 | Notes |
| - | -------- | ----------- | --------------------------- | --------------- | ----- | -------------------- | ----- |
| 1 | Défaite  | Kenny Omega | NJPW G1 Climax 2018 - Tag 4 | 19 juillet 2018 | 19:29 | Korakuen Hall, Tokyo | .     |